# 夸斯河畔圣但尼
夸斯河畔圣但尼（法語：Saint-Denis-sur-Coise，法語發音：[sɛ̃ dəni syʁ kwaz]）是法国卢瓦尔省的一个市镇，位于该省东部偏南，与罗讷省接壤，属于蒙布里松区。

## 地理
夸斯河畔圣但尼（45°37'1"N, 4°25'24"E）面积10.79 平方千米，位于法国奥弗涅-罗讷-阿尔卑斯大区卢瓦尔省，该省份为法国中南部省份，北起顺时针与索恩-卢瓦尔省、罗讷省、伊泽尔省、阿尔代什省、上盧瓦爾省、多姆山省和阿列省接壤。
与夸斯河畔圣但尼接壤的市镇（或旧市镇、城区）包括：夸斯河畔圣桑福里安、沙特吕、沙泽勒叙里昂、舍夫里耶尔、格拉蒙、夸斯。
夸斯河畔圣但尼的时区为UTC+01:00、UTC+02:00（夏令时）。

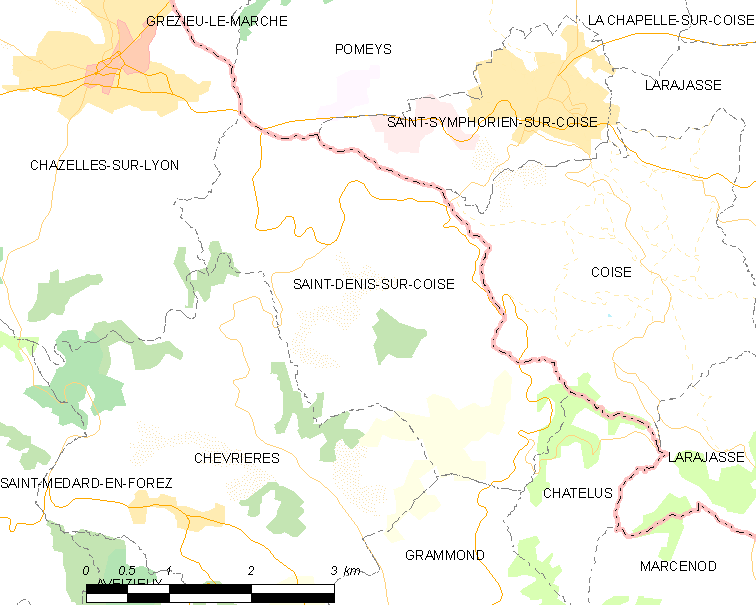
夸斯河畔圣但尼的OSM定位图

## 行政
夸斯河畔圣但尼的邮政编码为42140，INSEE市镇编码为42216。

## 政治
夸斯河畔圣但尼所属的省级选区为弗尔县。

## 交通
卢瓦尔省省道D103线和D103.2线在市中心交汇，D3线和D3.4线在境内东南侧交汇。

## 人口

1962-2008年间夸斯河畔圣但尼人口变化图示

夸斯河畔圣但尼于2022年1月1日时的人口数量为684人。